# Водний (острів)
Водний — острів, розташований посеред великого солоного озера Манич-Гудило, у Ростовській області.

## Географія
Острів має форму півмісяця. Розміри: 12 кілометрів в довжину і 4-в ширину, безлюдний. На острові є невелика цегляна будівля, засмічена піском артезіанська свердловина і конструкція металевих поїлок, зроблена робочими степового заповідника «Ростовський». Кущової і деревної рослинності на острові немає, є лише низькорослий чебрець, полин і типчак. По всьому острову разкидані кінські черепи та кістки.
Острів Водний виник тільки в 1948 році. В 1936 році за наказом уряду було запущено будівництво «річки щастя» — подібним чином в агітаційних матеріалах, які закликають населення приєднатися до народного будівництва, називали Невинномиський канал, за коштами якого передбачалося поєднати річки Кубань і Єгорлик. Коли через 12 років проект реалізували, вода потекла в сусідні околиці, затопивши великі території полів. На поверхні виявилося лише кілька островів, Водний — найбільший. Є також версія, що острів утворився в 1954 році, коли була спущена вода з сусіднього Пролетарського водосховища, з метою трохи пом'якшити посушливий клімат тих місць.

## Фауна

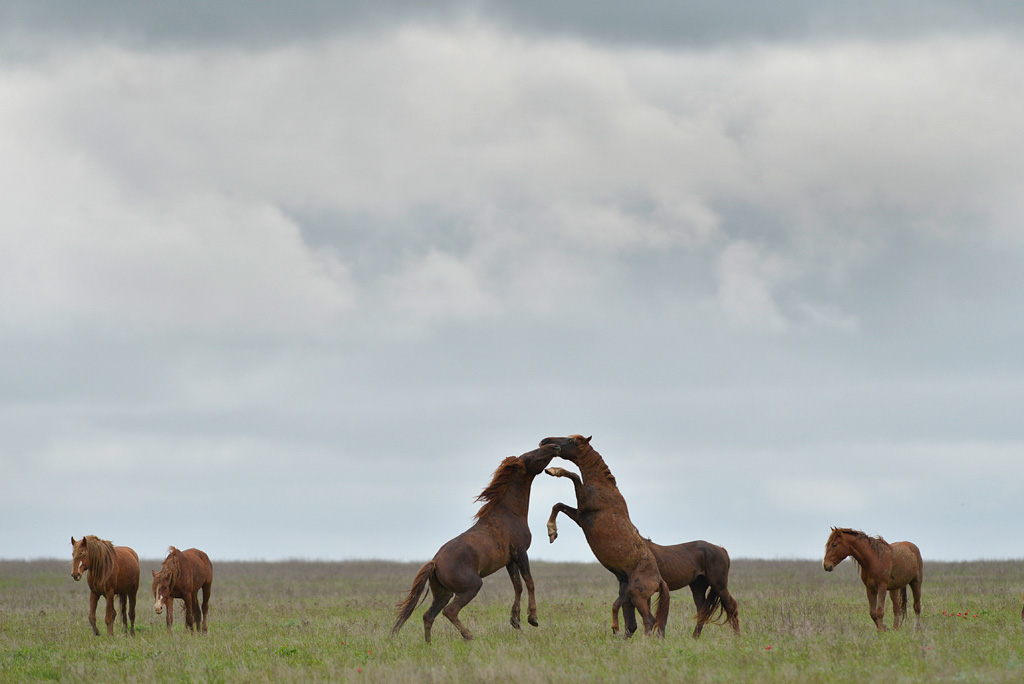
Дикі коні острова Водний

Існує легенда, нібито останки коней з'явилися на острові ще під час хана Батия, який поміщав награбоване в долині річки Західний Манич, а на острові зарив найцінніший скарб і поставив коней на варту. Згідно з іншою версією, ці коні — пішли від тварин, залишених при відході Червоної армії, яка в більшості своїй використовувала донську породу, завдяки її силі і невибагливості. Однак, обидві ці історії є вигадкою.
За свідченнями очевидців, вода прийшла настільки несподівано, що відокремила від головного стада пару сотень овець і десяток коней. Спочатку пастухи намагалися забрати овець на човнах, але пізніше вирішили повернутися за рештою худобою, коли вода покриється льодом. Але на відміну від овець коні досить сильно здичавіли.
У 1950-ті роки радгосп вирішив використовувати острів як пасовище. П'ять тисяч овець і пару десятків коней знаходилися на острові з весни до осені, вовки їх дістати не могли, за корм платити не потрібно. Для транспортування худоби організували поромну переправу, яка відправляла тварин щодня по два рази. Однак, пізніше з'явилася проблема: внаслідок втручання в гідрологічний режим, солоність води стала швидко збільшуватися. За свідченнями місцевих, до середини 1950-х вона втратила питні якості. У підсумку для водопою худоби радгосп прорив самовиливаючу артезіанську свердловину.
Випасати худобу на острові Водний перестали наприкінці 1980-х років. З того моменту на ньому залишилися тільки коні. Свердловини з прісною водою з часом засмітилися, пором перестав працювати. Тоді місцева влада прийняли рішення організувати на основі старого санаторію велику кумисооздоровницю на тисячу місць, для цього спробували прибрати коней з острова. Однак, коні занадто здичавіли, і перемістити популяцію не вдалося, в результаті від будівництва оздоровниці відмовилися.